# Karangmulyo (Tambakromo)
Karangmulyo is een bestuurslaag in het regentschap Pati van de provincie Midden-Java, Indonesië. Karangmulyo telt 1414 inwoners (volkstelling 2010).